# Río Talofofo
El Río Talofofo (en inglés: Talofofo river) es uno de los ríos más largos de la isla del océano Pacífico y territorio estadounidense de Guam. Se eleva en las laderas orientales del monte Lamlam en el suroeste de la isla, atravesando la isla en dirección noreste, y fluyendo hacia el mar en la bahía de Talofofo.
Las principales características en el curso del río incluyen al Lago Fena, el lago más grande de Guam, y las cataratas de Talofofo. El río tiene un importante afluente, el río Ligum, que se le une cerca a su boca.